# Eryk Kałuziński
Eryk Kałuziński (ur. 11 czerwca 1977 w Krakowie), polski piłkarz ręczny grający na pozycji lewego rozgrywającego.

## Życiorys
Syn Alfreda Kałuzińskiego, reprezentanta Polski, zdobywcy brązowego medalu na IO '76 w Montrealu. Zaczynał w Hutniku Kraków. W 1995 roku wyjechał do Niemiec i grał w TSV Eisbach. Od 2000 roku grał w TSG Münster, a w sezonie 2006/2007 w TuSEM Essen. Kolejny sezon grał w Eintracht Hildesheim, aby przejść rok później do Leichlinger TV. W 2009 roku przeszedł do HSV Hannover, a w 2010 roku do ThSV Eisenach. W klubie tym grał do 2013 roku, gdy wrócił do TSG Münster. Po zakończeniu kariery w 2016 roku pracował w firmie meblowej swoich teściów Hedegger GmbH & Co KG. Posiada licencję trenerską B i w 2020 roku został trenerem TGS Niederrodenbach.
W 2006 został królem strzelców niemieckiej II ligi (grupa południowa), zdobywając 267 bramek.
Mieszka w Liederbach. Jego żona Jenifer prowadzi firmę Hedegger GmbH & Co KG. 